# Lac de l'Impasse
Le lac de l'Impasse est un lac de l'île principale des îles Kerguelen, dans les Terres australes et antarctiques françaises (TAAF). Il est situé sur la péninsule Rallier du Baty.